# Festuca kansuensis
Festuca kansuensis är en gräsart som beskrevs av Markgr.-dann. Festuca kansuensis ingår i släktet svinglar, och familjen gräs. Inga underarter finns listade i Catalogue of Life.